# Astrocoeiina
Astrocoeiina é uma subordem de cnidários antozoários da ordem Scleractinia.